# ツメナガセキレイ
ツメナガセキレイ（爪長鶺鴒、Motacilla flava）は、スズメ目セキレイ科ハクセキレイ属に分類される鳥類。

## 分布
ハクセキレイ属では唯一北アメリカ大陸にも分布する。
アフリカ大陸、ユーラシア大陸、アイルランド、インドネシア、アメリカ合衆国（アラスカ州）、日本、フィリピン
夏季にユーラシア大陸中緯度地方以北、アラスカで繁殖し、冬季はアフリカ大陸、ユーラシア大陸南部、インドネシアなどへ渡り越冬する。日本では主に渡りの途中に飛来（旅鳥）するが、夏季に亜種ツメナガセキレイが北海道（サロベツ原野、ベニヤ原生花園等）で繁殖し（夏鳥）、冬季に亜種キタツメナガセキレイが越冬のため主に沖縄県に飛来（冬鳥）する。渡りの時期には九州で比較的多く観察される。

## 形態
全長16.5cm。体重20-35g。尾羽はやや長い。
上嘴の色彩は黒く、下嘴の色彩は上嘴より淡いかピンク色を帯びる。後肢の色彩は黒い。
夏羽は胴体背面が緑褐色、腹面は黄色の羽毛で覆われる。種小名flavaは「黄色の」の意で、英名（yellow=黄色）と同義。冬羽は背面が緑みがかった暗褐色、腹面が淡黄色の羽毛で覆われる。幼鳥は背面が緑褐色、腹面が黄褐色の羽毛で覆われる。眼上部の眉状の斑紋（眉斑）や嘴基部から頸部にかけて入る斑紋（顎線）は黄褐色。
- M. f. macronyx　キタツメナガセキレイ

夏羽は頭頂から後頸が暗灰色。眼先や頬、喉が白く、眉斑が入らない個体が多い。
- M. f. plexa　シベリアツメナガセキレイ

夏羽は頭頂から後頸が青みがかった暗灰色の羽毛で覆われる。頬は暗灰色。眉斑が入らないか、あっても眼後部にのみ細く白い眉斑がある。
- M. f. simillima　マミジロツメナガセキレイ

夏羽は頭頂から後頸が青みがかった暗灰色の羽毛で覆われる。頬は青みがかった暗灰色。眉斑や喉が白い。
- M. f. taivana　ツメナガセキレイ

夏羽は頭頂から後頸が緑褐色の羽毛で覆われる。眉斑は黄色。

## 分類
18亜種に分かれるとされる。
- Motacilla flava flava　Linnaeus, 1758
- Motacilla flava macronyx　　キタツメナガセキレイ
- Motacilla flava plexa　　シベリアツメナガセキレイ（亜種マミジロツメナガセキレイのシノニムとする説もあり）
- Motacilla flava simillima　　マミジロツメナガセキレイ
- Motacilla flava taivana　　キマユツメナガセキレイ、ツメナガセキレイ - など

## 生態
草原、湿地、海岸、農耕地などに生息する。小規模な群れを形成し生活する。
食性は動物食で、主に昆虫類を食べる。主に地表を徘徊し、獲物を捕食する。
繁殖形態は卵生。地面の窪みに苔などで皿状の巣を作り、5-6月に4-6個の卵を産む。年に2回繁殖することが多い。主にメスが抱卵し、抱卵期間は12-14日。雛は孵化してから10-13日で巣立ち、巣立ちしてから数日で飛翔できるようになる。生後1年で性成熟する。